# Thyasira Hill
Thyasira Hill är en kulle i Antarktis. Den ligger i Västantarktis. Argentina, Chile och Storbritannien gör anspråk på området. Toppen på Thyasira Hill är 6 meter över havet.
Terrängen runt Thyasira Hill är varierad. Havet är nära Thyasira Hill åt nordost. Trakten är obefolkad. Det finns inga samhällen i närheten. 